# Paulo Dalagnoli
Paulo Ricardo Dalagnoli (Brusque, 14 de março de 1990) é um ator, cantor e modelo brasileiro. Ficou conhecido por meio da vigésima segunda temporada da série teen Malhação em 2014, interpretando o personagem Lírio Lorenzzo. Antes de despontar para a fama, foi modelo por todo o Brasil onde realizou inúmeras campanhas publicitárias, estampando matérias em diversas revistas e foi também garoto propaganda de várias marcas conhecidas.

## Primeiros anos
Paulo Ricardo Dalagnoli nasceu em Brusque, Santa Catarina, em 14 de março de 1990, filho de Carmen e Raul Dalagnoli e irmão dos gêmeos Thiago e Thaís Dalagnoli. Aos 14 anos teve sua primeira experiência no teatro, ainda em sua cidade natal. Em 2007, aos dezessete anos, começou a trabalhar como modelo. Iniciou sua formação acadêmica em Engenharia na Universidade Regional de Blumenau (FURB), mas após ser descoberto por uma agência de modelos, trancou o curso no quinto período e seguiu a carreira como modelo em São Paulo em 2009 e posteriormente no Rio de Janeiro, chegando a participar de várias temporadas de moda do São Paulo Fashion Week e Fashion Rio, sendo recordista de desfiles. Estampou campanhas de publicidade de grandes grifes, de instituição financeira, entre outras.

## Vida pessoal
Em junho de 2020, durante as gravações da novela Gênesis começou a namorar a atriz e cantora Anttónia, filha da atriz Glória Pires e do cantor Orlando Morais, mas a relação foi rompida no mesmo ano. Em 2021, após três meses separados, Paulo e Anttónia reataram.

## Vida profissional

### Carreira na atuação
"Como modelo, eu fazia muito teste e ouvia diversos “nãos”. Com Malhação, foi algo para ver qual era. Foi meu primeiro teste para TV. Claro que criei uma expectativa, mas eu estava muito nervoso, era muito cru. Não estava preparado. Na hora em que não fui aprovado, foi chato. Hoje vejo que foi melhor assim."

— Paulo Dalagnoli sobre ter sido rejeitado em seu primeiro teste para Malhação, em 2013.
Em 2013, quando ainda cursava a escola de teatro, fez seu primeiro teste de elenco para Malhação, mas não passou. Um ano depois, já formado, tentou novamente e conquistou o papel de Lírio, um galã que não mede esforços para conseguir o que quer na trama, que marcou sua estreia como ator na televisão na vigésima segunda temporada do seriado telesivo da Rede Globo. Em 2015, esteve presente no teatro na peça Zenóbbia, a Secretária do Presidente. No mesmo ano, protagonizou o clipe da música "Game Over", da cantora Fhabi Hanna. Em 2016, fez uma participação especial em Totalmente Demais, repetindo o papel de Malhação.
Em 2017, esteve em cartaz no  espetáculo teatral que aborda o universo masculino Garotos. Posteriormente, em 2018, integrou o elenco de Z4, série televisa em parceria do SBT com o Disney Channel, como o professor de teatro Ramiro. Em 2020, estreou em filmes com uma participação no longa-metragem Os Breves: A Persistência de um Povo. No ano seguinte, como parte do elenco de Gênesis, novela bíblica da Record, viveu Arcanjo Miguel.

### Carreira musical
"A relação com a música surgiu no período da Malhação. Lá tive muito contato com a música e conheci grandes profissionais que me incentivaram a estudar e investir na música [...] Vamos dizer que eu não sou cantor, sou um ator que canta. A minha prioridade é a atuação. Não esquecendo que as artes se completam."

— Paulo Dalagnoli sobre ingressar na carreira de cantor.
Em janeiro de 2018 deu início a sua carreira musical com o vídeo do single "Além do Horizonte", uma parceria com a cantora 
Luiza Pastore. Em junho do mesmo ano, lançou a canção em inglês "Choice", faixa do álbum homônimo, de Felipe Camargo. Em 2019, repetiu a colaboração com Camargo, no clipe do reggaeton em espanhol "Que se Prenda el Baile". A estreia ocorreu no canal KondZilla, com gravações no Uruguai, e a produção em São Paulo numa casa de música latina.

## Filmografia

### Televisão
| Ano     | Título            | Personagem                           | Notas                                     |
| ------- | ----------------- | ------------------------------------ | ----------------------------------------- |
| 2014–15 | Malhação          | Lírio Lorenzzo / Florisvaldo Silvino | Temporada 22                              |
| 2016    | Totalmente Demais | Lírio Lorenzzo / Florisvaldo Silvino | Episódios: "26 de fevereiro e 21 de maio" |
| 2018    | Z4                | Ramiro                               |                                           |
| 2021    | Gênesis           | Anjo Gabriel                         |                                           |

### Cinema
| Ano  | Título                               | Personagem |
| ---- | ------------------------------------ | ---------- |
| 2020 | Os Breves: A Persistência de um Povo | Lucca      |

### Internet
| Ano     | Título          | Cargo        | Plataforma |
| ------- | --------------- | ------------ | ---------- |
| 2014–18 | Paulo Dalagnoli | Apresentador | YouTube    |

### Vídeos musicais
| Ano  | Título      | Artista     |
| ---- | ----------- | ----------- |
| 2015 | "Game Over" | Fhabi Hanna |

## Teatro
| Ano  | Espetáculo                           | Personagem |
| ---- | ------------------------------------ | ---------- |
| 2015 | Zenóbbia, a Secretária do Presidente |            |
| 2017 | Garotos                              |            |

## Discografia

### Singles
| Título                                        | Ano  | Videoclipe | Álbum                     |
| --------------------------------------------- | ---- | ---------- | ------------------------- |
| "Além do Horizonte" (com Luiza Pastore)       | 2018 | Sim        | Adicionado à nenhum álbum |
| "Choice" (com Felipe Camargo)                 | 2018 | Sim        | Choice                    |
| "Que Se Prenda El Baile" (com Felipe Camargo) | 2019 | Sim        | Adicionado à nenhum álbum |